# Hera Pheri
Hera Pheri è un film del 2000 diretto da Priyadarshan.